# Geofysiska sällskapet
Geofysiska sällskapet (finska: Geofysiikan seura) är ett finländskt geofysiskt sällskap.
Geofysiska sällskapet bildades 1926 i Helsingfors i syfte är att främja geofysisk forskning och att vara kontaktorgan för personer verksamma på detta område. Sällskapet utger tidskriften Geophysica (sedan 1935) och är medlemsorganisation i Vetenskapliga samfundens delegation. År 2002 hade sällskapet 235 medlemmar. 